# Autophila macrophanes
Autophila macrophanes är en fjärilsart som beskrevs av Charles Boursin 1955. Autophila macrophanes ingår i släktet Autophila och familjen nattflyn. Inga underarter finns listade i Catalogue of Life.